# Gräzisierung
Die Gräzisierung ist die Assimilation Fremder in die griechische Sprache und Kultur sowie die griechische Wiedergabe fremder Namen im europäischen Kulturkreis.

## Antike und Spätantike

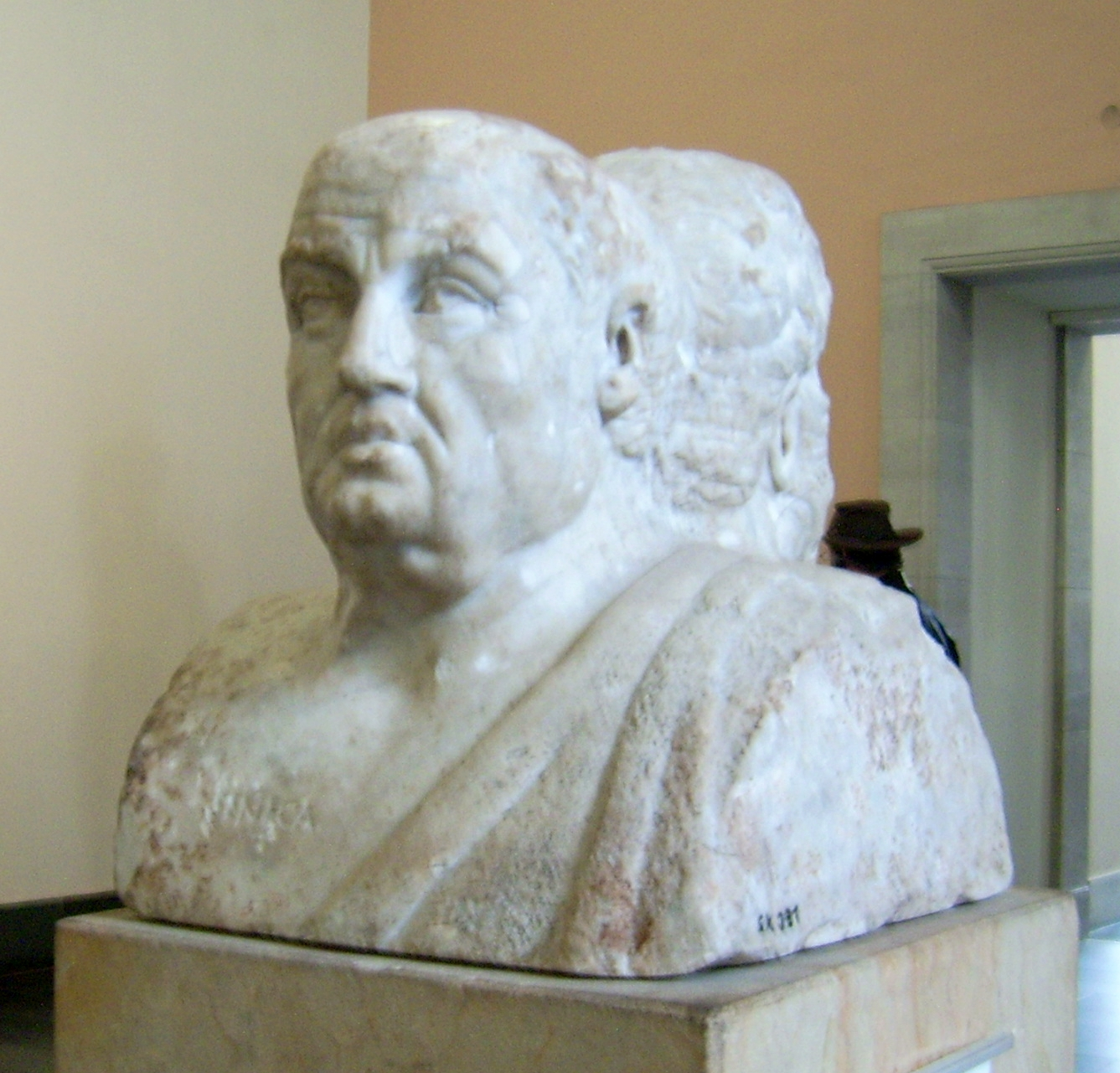
Doppelbüste Sokrates-Seneca, gefunden in Rom. Heute im Pergamonmuseum

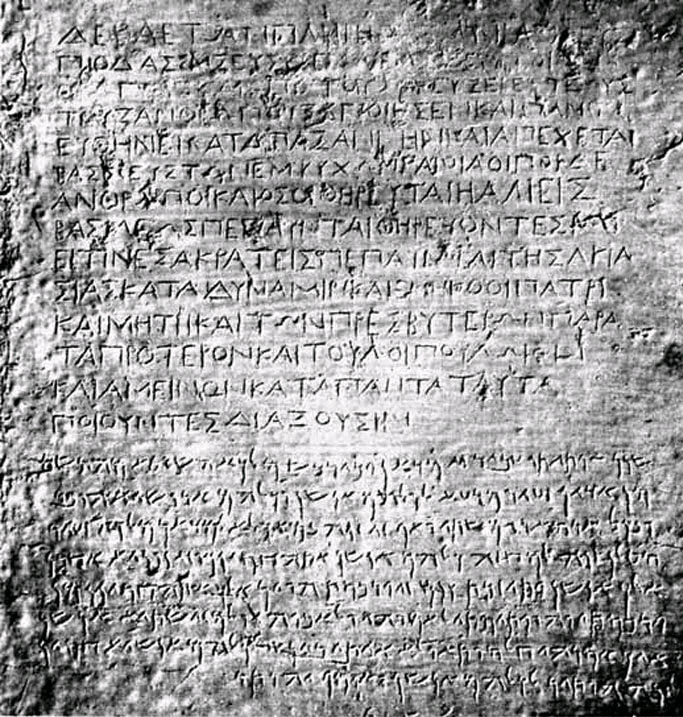
Zweisprachige Tafel, Griechisch und Aramäisch. Heute im Kabul-Museum

Die Assimilation anderer Volksangehöriger geschah seit der klassischen Antike, als sich mit dem Hellenismus die griechische Kultur und Sprache im östlichen Mittelmeer verbreiteten, zur Zeit Alexanders des Großen im indischen Raum, und später. Die Gräzisierung des Oströmischen Reiches war bis zum 7. Jahrhundert weitgehend abgeschlossen.
Lateinische Namen wurden und werden aufgrund der sprachlichen Verwandtschaft im Griechischen stets mit griechischer Endung wiedergegeben und dekliniert. So wurde Caesar zu Καῖσαρ Kaisar, Augustus zu Αὔγουστος Augoustos, Maecenas zu Μαικήνας Maikēnas oder Octavius zu Ὀκτάβιος Oktábios – wie umgekehrt durch Latinisierung griechische Namen in das Lateinische eingingen: Ὅμηρος Hómēros wurde zu Homerus, Σωκράτης Sōkrátēs zu Socrates.
Zahlreiche Namen historischer Persönlichkeiten sind in ihrer griechischen Form geläufig – meist, weil sie durch griechische Autoren überliefert sind, zum Beispiel:
- aus dem Ägyptischen: ‚Cheops‘ (von Χέοψ Chéops für König Chufu); ‚Mykerinos‘ (von Μυκερῖνος Mykerīnos für Menkaure)
- aus dem Persischen: Xerxes I. und Xerxes II. (von Ξέρξης Xérxēs für Hšayāŗšā)
- aus dem Arabischen (nicht-klassisch): Maimonides (für Musa ibn Maimun); Algorithmos (meist latinisiert Algorithmus) nach Al-Chwarizmi (ähnlicher Klang wie Logarithmos; auch dieses Wort wird üblicherweise in der latinisierten Form Logarithmus verwendet).

Mit der Hellenisierung des Nahen Osten ging auch eine Gräzisierung von Eigennamen und Toponymen einher. In Palästina setzte sich die Gräzisierung vor allem in der Oberschicht durch, die auch andernorts lange Zeit der hauptsächliche Träger der griechischen Sprache und Kultur war. Beispiele hierfür sind die Vornamen ‚Maria‘ (Μαρία María für Marjam oder Mirjam) oder ‚Elisabeth‘ (für Elischeba).

## Humanismus

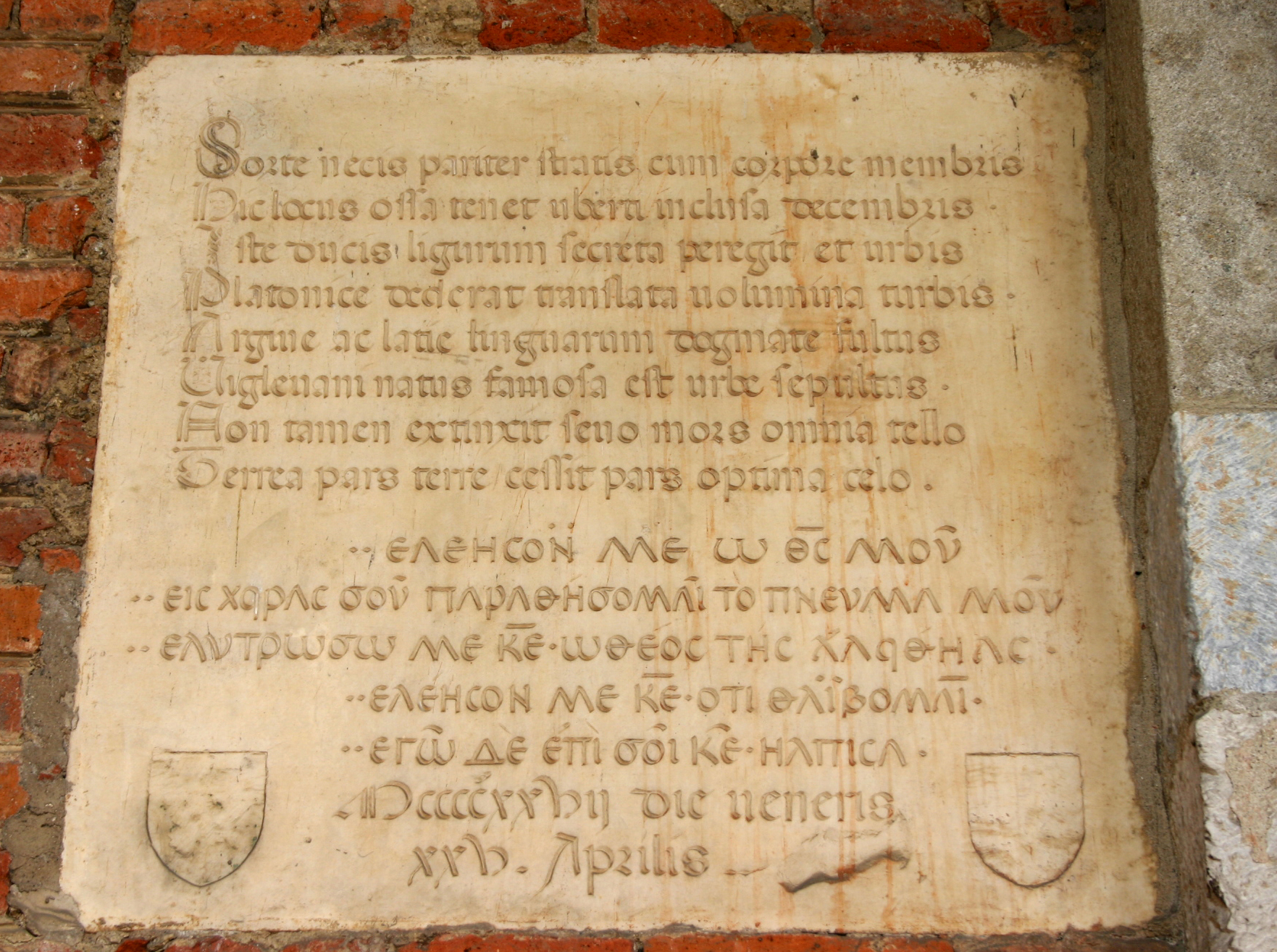
Zweisprachige Tafel für Uberto Decembio († 1427)

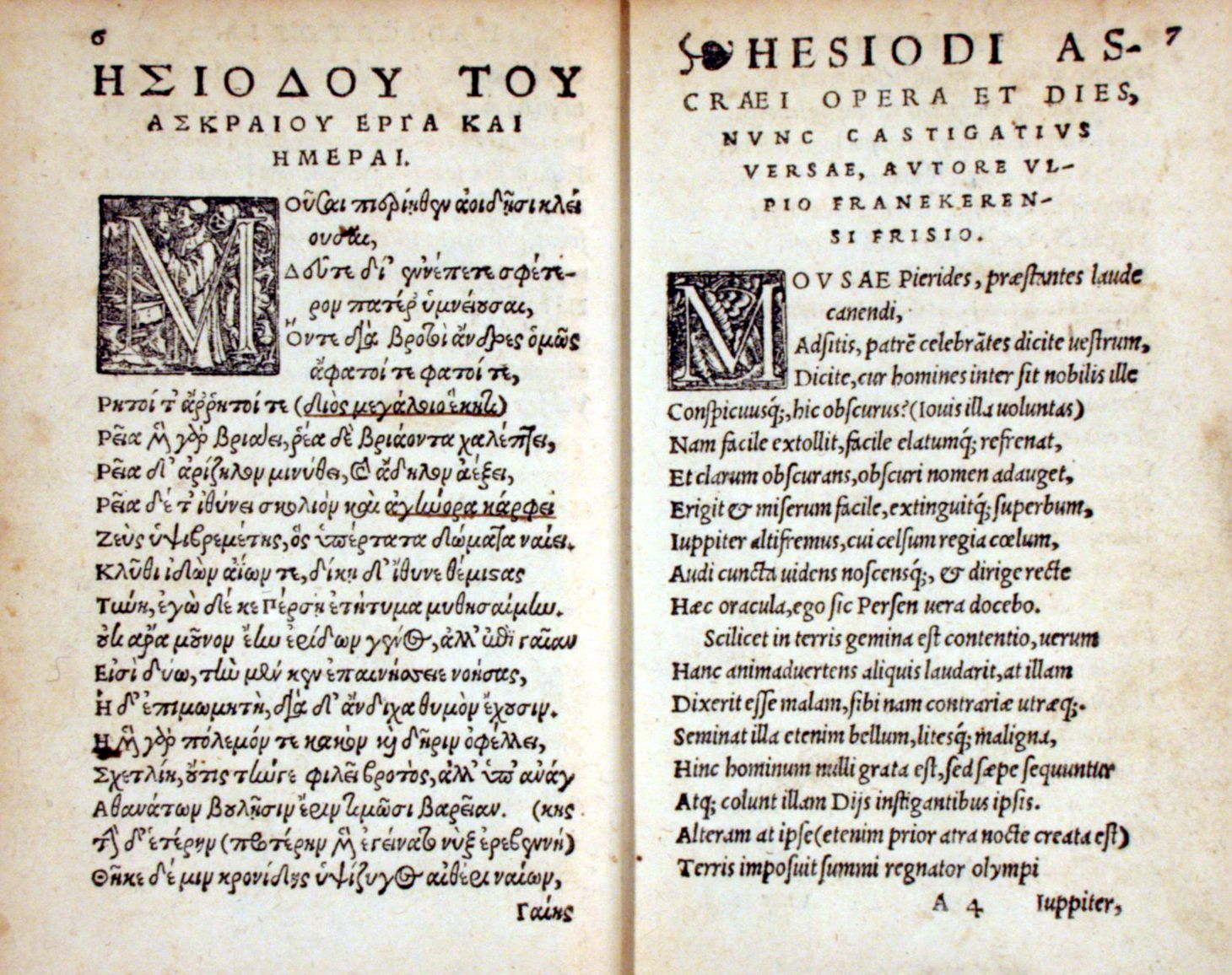
Zweisprachige Ausgabe (Griechisch und Latein) von Hesiods Werke und Tage, Basel 1539

In der Epoche des Humanismus war es unter Gelehrten und Aristokraten beliebt, Namen ins Griechische zu übersetzen, meist mit der lateinischen Endung -us statt griech. -os versehen. Einige davon haben sich als Familiennamen durchgesetzt.
Geschichtlicher Hintergrund war der endgültige Zerfall des Byzantinischen Reiches im 15. Jahrhundert. Griechischsprachige Gelehrte emigrierten in großer Zahl nach Mitteleuropa, wo ihr Einfluss ein gestiegenes Interesse an altgriechischen Autoren bewirkte. Neben Latein etablierte sich so auch das Altgriechische als Gelehrtensprache.

### Beispiele für gräzisierte Familiennamen
Der Wortbestandteil „-ander“ ist jeweils auf ἀνήρ (anḗr) [Gen. ἄνδρος (ándros)] ‚Mann‘ mit dem Wortstamm ἀνδρ- (andr-) zurückzuführen.
- Aepinus für „Hoch“ (von αἰπύς aipýs ‚hoch‘)
- Auleander für „Hofmann“ und „Hoffmann“ (von αὐλή aulē ‚Hof‘ und -ander)
- Chytraeus für „(Koch-) Topf“ (zum Beispiel für David Chyträus; von χύτρα chýtra ‚Topf‘)
- Dryander für „Eichmann“ (von δρῦς drỹs ‚Eiche‘ und -ander)
- Erythropel für „Rothstatt“ (von ἐρυθρός erythrós ‚rot‘ und πόλις pólis ‚Stadt‘)
- Hecyrus für „Schwäher“ (von ἑκυρός hekyrós ‚Schwiegervater‘)
- Macrander für „Langemann“ (zum Beispiel für Arnoldus Langemann; von μακρός makrós ‚groß‘ und -ander)
- Micrander für „Kleinmann“ (zum Beispiel für Georg Adolf Freiherr von Micrander; von μικρός mikrós ‚klein‘ und -ander)
- Neander für „Neumann“ (von νέος néos ‚neu‘ und -ander)
- Oinotomus für „Schneidewin“ (von οἶνος oĩnos ‚Wein‘ und τομός tomós ‚schneidend‘)
- Oryzius für „Reissner“, „Reisner“, „Reusner“ (von ὄρυζα óryza ‚Reis‘)
- Tectander für „Zimmermann“ (von τέκτων téktōn ‚Zimmermann‘ und -ander)
- Tragus für „Bock“ (zum Beispiel für Hieronymus Bock; von τράγος trágos ‚Bock‘)
- Tyrartus („Käsebrot“) für Keßenbrodt
- Xenopol für „Calmasul“ (rumänisches Adelsgeschlecht aus Câmpulung Moldovenesc in der Bukowina; von ξένος xénos ‚fremd‘ und πόλις pólis ‚Stadt‘)
- Xylotectus für „Zimmermann“

### Persönlichkeiten
- Capnio für Johannes Reuchlin (1455–1522) (von καπνός kapnós ‚Rauch‘)
- Thomas Gephyrander Salicetus für „Brückmann“ (von γέφυρα géphyra ‚Brücke‘ und -ander)[6]
- Ioannes Gerobulus (vermutlich Johann Outraad oder Johann Oldrate, friesischer Theologe; von γεραιός geraiós ‚alt‘ und βουλή boulē ‚Rat, Ratschlag‘)
- Philipp Melanchthon für „Schwarzerdt“ (von μέλας mélas ‚schwarz‘ und χθών chtōn ‚Erde‘)
- Andreas Osiander für „Hosemann“ (umstritten, siehe Familienname Osiander)
- Ambrosius Pelargus (von πελαργός pelargós ‚Storch‘)
- Johannes Poliander für „Graumann“ (von πολιός poliós ‚grau‘ und -ander)
- Beiname Protucius, griech. für „Vor-Meißler“ (von πρό pró ‚vor‘ und τύκος týkos ‚Meißel‘), von Conrad Celtis

## Moderne
Im Griechischen war es lange Zeit üblich, fremde Namen zu gräzisieren, so zum Beispiel:
- Ιωάννης Γουτεμβέργιος (Ioánnis Goutemvérgios) für Johannes Gutenberg
- Μαρτίνος Λούθηρος (Martínos Loúthiros) für Martin Luther
- Σατωβριάνδος (Satovriándos) für François-René de Chateaubriand
- Κάρολος (Károlos Marx) für Karl Marx
- Έγελος (Égelos) für Georg W. F. Hegel

Besonders Orte mit historischer griechischer Diaspora und wichtige Städte (etwa: Berlin = Βερολίνο Verolíno, London = Λονδίνο Londíno, Paris = Παρίσι Parísi, New York = Νέα Υόρκη Néa Yórki, Moskau = Μόσχα Móscha, Wien = Βιέννη Viénni, Odessa = Οδησσός Odissós, Leipzig = Λειψία Lipsía) haben im Griechischen gräzisierte Namen. Auch nach der Staatsgründung im Jahre 1829 wurde diese Homogenisierung auf dem griechischen Staatsgebiet angewandt bzw. spätere (oft aus dem Slawischen, Türkischen oder Albanischen stammende) Ortsnamen durch die altgriechischen Namen, teils auch willkürlich gewählte griechische Namen ersetzt.
So wurden auf den Ionischen Inseln italienische Orts- und Personennamen mit griechischen Endungen versehen, teilweise auch posthum, z. B. Marinos Charvouris für Graf Marin Carburi de Cefalonie oder Vikentios Damodos für Vicenzo Damodo. Viele Personen änderten ihre Namen selbst, um ihre Zugehörigkeit zum  griechischen Staat, zu dem die Ionischen Inseln ab 1864 gehörten, zu bekunden, z. B. Marinos Korgialenios von Corgialegno, der damals in London lebte.
Ausländische Namen mit wenigen Vokalen werden als kakophon empfunden, so dass schwierige Vornamen von Ausländern in Griechenland eine Gräzisierung erfahren (etwa Ernestos für Ernst), genauso wie schwierige griechische Vornamen geläufige und amtliche Koseformen haben (Kostas, Kostis oder Dinos für Konstantinos).
Außerhalb Griechenlands gab es im 19. Jh. vereinzelt auch Beispiele für die Gräzisierung von Vor- und Familiennamen, wie im Falle der philhellenischen Schriftstellerin Marie Espérance von Schwartz, die das Pseudonym „Elpis Melena“ (ἐλπίς elpis altgr. ‚Hoffnung (espérance)‘ und μέλαινα mélaina ‚die Schwarze‘) verwendete.